# Raincheval
Raincheval és un municipi francès situat al departament del Somme i a la regió dels Alts de França. L'any 2007 tenia 266 habitants.

## Demografia

### Població
El 2007 la població de fet de Raincheval era de 266 persones. Hi havia 108 famílies de les quals 26 eren unipersonals (7 homes vivint sols i 19 dones vivint soles), 41 parelles sense fills, 37 parelles amb fills i 4 famílies monoparentals amb fills.
La població ha evolucionat segons el següent gràfic:
Habitants censats

### Habitatges
El 2007 hi havia 125 habitatges, 103 eren l'habitatge principal de la família, 9 eren segones residències i 12 estaven desocupats. Tots els 125 habitatges eren cases. Dels 103 habitatges principals, 94 estaven ocupats pels seus propietaris, 6 estaven llogats i ocupats pels llogaters i 4 estaven cedits a títol gratuït; 4 tenien dues cambres, 10 en tenien tres, 30 en tenien quatre i 60 en tenien cinc o més. 71 habitatges disposaven pel capbaix d'una plaça de pàrquing. A 32 habitatges hi havia un automòbil i a 61 n'hi havia dos o més.

### Piràmide de població
La piràmide de població per edats i sexe el 2009 era:
| Homes | Edats   | Dones |
| ----- | ------- | ----- |
| 0     | 95 o +  | 0     |
| 0     | 90 a 94 | 0     |
| 0     | 85 a 89 | 0     |
| 4     | 80 a 84 | 0     |
| 4     | 75 a 79 | 8     |
| 0     | 70 a 74 | 0     |
| 16    | 65 a 69 | 4     |
| 4     | 60 a 64 | 12    |
| 12    | 55 a 59 | 4     |
| 0     | 50 a 54 | 12    |
| 16    | 45 a 49 | 12    |
| 16    | 40 a 44 | 12    |
| 8     | 35 a 39 | 4     |
| 4     | 30 a 34 | 12    |
| 4     | 25 a 29 | 4     |
| 4     | 20 a 24 | 8     |
| 12    | 15 a 19 | 16    |
| 12    | 10 a 14 | 8     |
| 4     | 5 a 9   | 16    |
| 0     | 0 a 4   | 8     |

## Economia

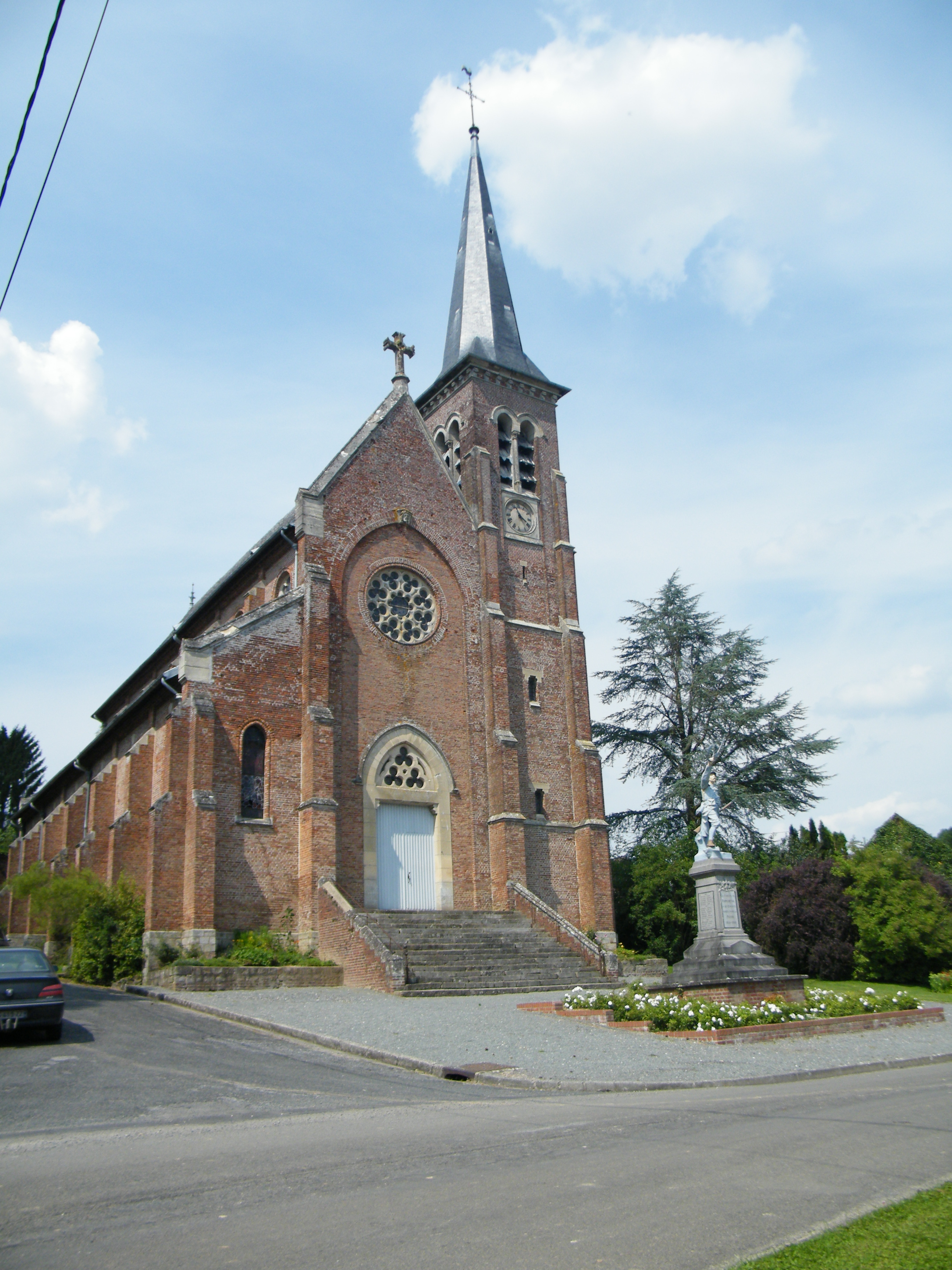
Església

El 2007 la població en edat de treballar era de 176 persones, 127 eren actives i 49 eren inactives. De les 127 persones actives 119 estaven ocupades (61 homes i 58 dones) i 10 estaven aturades (5 homes i 5 dones). De les 49 persones inactives 19 estaven jubilades, 18 estaven estudiant i 12 estaven classificades com a «altres inactius».

### Ingressos
El 2009 a Raincheval hi havia 111 unitats fiscals que integraven 288,5 persones, la mediana anual d'ingressos fiscals per persona era de 16.960 €.

### Activitats econòmiques
Dels 4 establiments que hi havia el 2007, 1 era d'una empresa de construcció, 2 d'empreses de transport i 1 d'una empresa de serveis.
L'únic servei als particulars que hi havia el 2009 era un guixaire pintor.
L'any 2000 a Raincheval hi havia 12 explotacions agrícoles que ocupaven un total de 490 hectàrees.

## Equipaments sanitaris i escolars
El 2009 hi havia una escola elemental integrada dins d'un grup escolar amb les comunes properes formant una escola dispersa.

## Poblacions més properes
El següent diagrama mostra les poblacions més properes.